# Yvette Higgins
Yvette Higgins (Sydney, 5 gennaio 1978) è una pallanuotista australiana, vincitrice di una medaglia d'oro ai giochi olimpici di Sydney 2000.